# Dolby

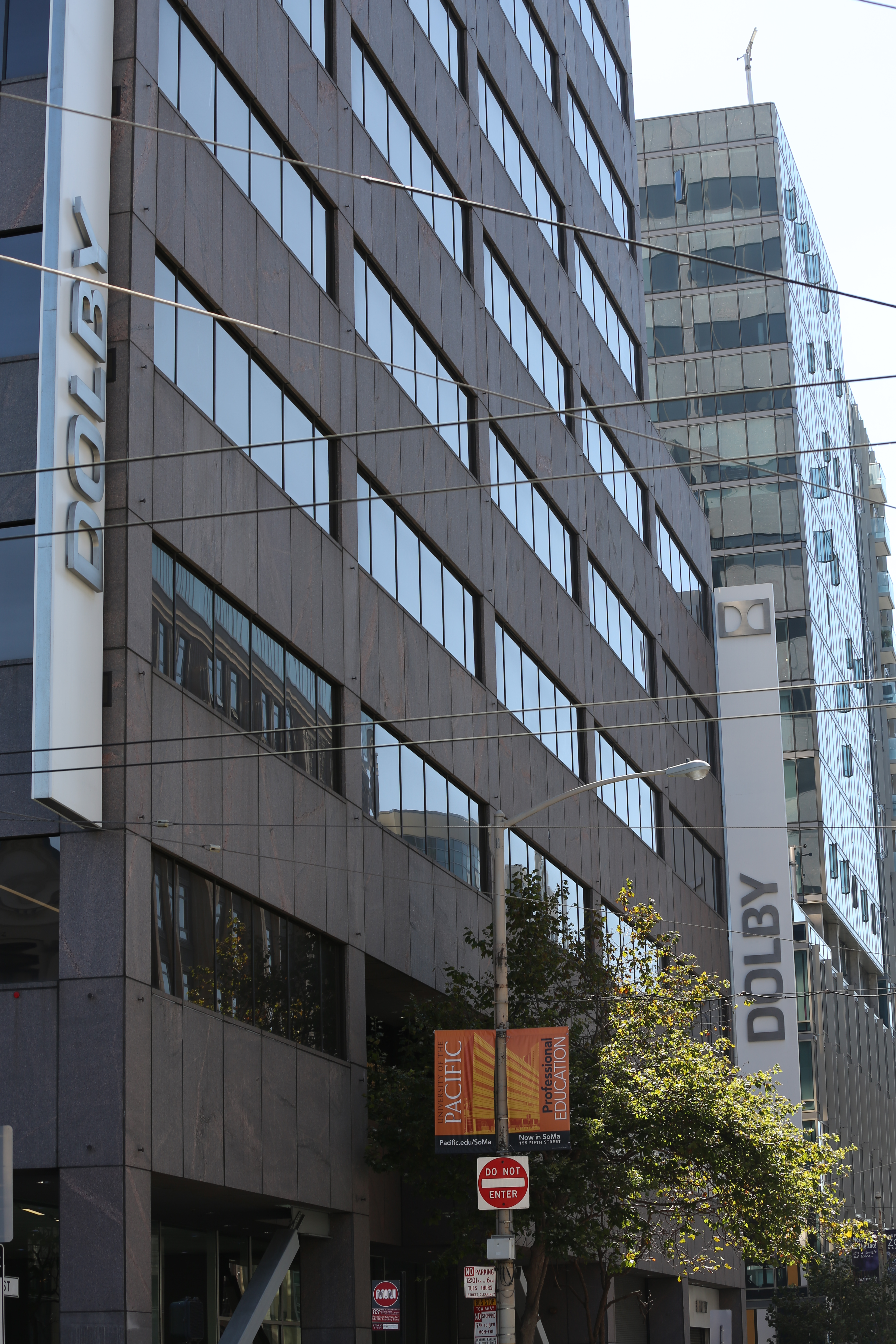
Firmensitz von Dolby Laboratories in San Francisco

Dolby Laboratories, Inc. ist ein US-amerikanisches Unternehmen, das früher Kompandersysteme zur Rauschunterdrückung im analogen Audiobereich entwickelt hat, die bei Kassettenrekordern und im Bereich des Kinotons (Lichtton) in den 1970er und 1980er Jahren Quasi-Standards waren. Seit den 1990er Jahren hat sich das Unternehmen auf die Entwicklung digitaler Mehrkanal-Tonsysteme für den Kino- und Heimkino-Bereich spezialisiert. Das System Dolby Digital wurde 1995 zum Standardtonformat bei DVDs, die jüngste Entwicklung ist Dolby Atmos. Mit dem HDRV-Format Dolby Vision ist es auch im Markt für digitale Videotechnik präsent. Das Unternehmen wurde 1965 von Ray Dolby in England gegründet, 1976 verlagerte er es in die Vereinigten Staaten von Amerika.

## Analoge Rauschunterdrückungsverfahren
Bei allen analogen Dolby-Rauschunterdrückungsverfahren handelt es sich um spiegelbildlich, also bei Aufnahme und Wiedergabe, arbeitende Systeme („Kompander“). Insbesondere die Mitten und Höhen werden vor der Aufnahme auf das Speichermedium (meist Tonband) angehoben und bei der Wiedergabe um dasselbe Maß wieder gesenkt.
Auf dem Medium wird keine Information über die Veränderung gespeichert. Bei der Wiedergabe mit aktiviertem Kompander wird das Original wiederhergestellt und dabei das Bandrauschen mit gesenkt. Die professionellen Verfahren Dolby A und Dolby SR wurden vor allem an Bandmaschinen in Tonstudios eingesetzt, ebenso – als Teil der Mehrkanalformate Dolby Stereo und Dolby Stereo SR – beim analogen Lichttonverfahren in Kinos, darüber hinaus auch für die Magnettonpisten von 70-mm-Filmkopien.
Das verbreitetste Dolby-Verfahren bei handelsüblichen Kassettenrekordern heißt Dolby B. Dieses wird in höherwertigen Geräten, die früher zum Standardumfang einer Stereoanlage gehörten, durch die Weiterentwicklung Dolby C ergänzt. Dolby S, erschienen zu Beginn der 1990er-Jahre, sollte als Ergänzung zu B und C der Standard für höherpreisige HiFi-Tapedecks im Heimbereich werden. Durch den Siegeszug der Digitaltechnologie brach dieses Marktsegment jedoch weitgehend weg, so dass Dolby S keine nennenswerten Marktanteile mehr erreichen konnte. Dolby HX Pro ist keine Rauschunterdrückung, sondern verbessert die Aufnahmequalität.

### Dolby A
Dolby A ist das erste von Dolby entwickelte Kompressionssystem für Studio-Magnettonbandgeräte von 1966. Es besteht aus vier voneinander unabhängig arbeitenden Kompressoren. Kompressor 1 arbeitet unterhalb von 80 Hz, Kompressor 2 zwischen 80 Hz und 3 kHz und Kompressor 3 oberhalb von 3 kHz. Kompression ist 10 dB. Der vierte Kompressor arbeitet oberhalb von 8 kHz und liefert in diesem Frequenzbereich zusätzliche 5 dB.
Ab 1972 hat Dolby A den Kinoton (Lichtton) entscheidend in Dynamikumfang und Frequenzgang verbessert.

### Dolby B, Dolby „NR“

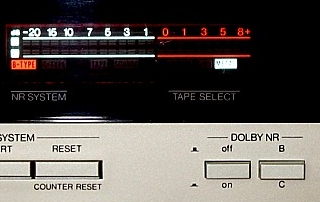
Frontplatte eines HiFi-Kassettendecks aus den 1980er Jahren. Rechts unter der Aussteuerungsanzeige die Tasten zum Einschalten des Rauschunterdrückungssystems Dolby B oder C

Das 1968 auf den Markt gebrachte Dolby B wirkt im oberen Frequenzbereich ab etwa 1 kHz (beim von JVC entwickelten, Dolby-kompatiblen ANRS ab 500 Hz) bis in den Höhenbereich. Während der Aufnahme wird das Signal frequenz- und pegelabhängig verstärkt auf das Tonband aufgespielt und bei der Wiedergabe um den gleichen Betrag abgeschwächt. Bei der Wiedergabe wird so auch das hinzugekommene störende Bandrauschen  vermindert. Das Rauschverminderungssystem muss sowohl bei der Aufnahme als auch bei der Wiedergabe eingeschaltet sein. Frequenz- und pegelabhängige Komprimierung und Expandierung bedeutet, dass der Grad der Bearbeitung im Frequenzbereich direkt oberhalb 1 kHz geringer und im oberen Hochtonbereich stärker ausgeprägt ist. Diese Veränderungen finden nur bei mittleren bis kleinen Pegeln statt. Besonders wichtig ist bei Dolby B, dass sich die Frequenzgrenze, oberhalb der eine Absenkung stattfindet, dynamisch verschiebt (sliding-band). Das verbessert die Absenkung des durchhörbaren Rauschens bei gleichzeitig geringen Störeffekten deutlich. Andere Systeme verändern nur die Stärke der Beeinflussung in einem gleichbleibenden Frequenzbereich. Das wiederum erzeugt leichter Pumpen und/oder Rauschfahnen, oder erfordert (um eben das zu vermeiden) zwingend eine aufwändige Bearbeitung in mehreren Frequenzbereichen.
Die Funktion erfordert eine Kalibrierung.
Dolby besteht darauf, dass das System nicht einfach als Dolby, sondern als Dolby NR (NR für Noise Reduction) bezeichnet wird. Heutzutage bedeutet DOLBY nicht mehr DOLBY B, wie bis in die 1990er-Jahre hinein, sondern bezieht sich auf Dolby Digital (Fernsehton) oder 5.1-surround (DVD).
Da Kompaktkassetten auch unter Dolby-B-NR nicht die Qualität von guten Spulengeräten erreichten, und später die Einführung der CD die Hi-Fi-Qualitätsansprüche nochmals anhob, verstärkte sich die Forderung nach einer Weiterentwicklung dieses Rauschverminderungsverfahrens. Auch wenn das Sliding-band-Prinzip bei Dolby B Rauschfahnen weitgehend verhinderte, war die Rauschverminderung insgesamt nicht ausreichend. Das besonders, wenn wegen der Hochtonprobleme bei der Kompaktkassette nur moderat ausgesteuert wurde.
Der erste Nachfolger war Dolby C. Jedoch erreichte keiner der Nachfolger eine so weltumspannende Nutzung wie Dolby-B-NR. Wohl auch deshalb, weil im Handel erhältliche, bereits bespielte Musikkassetten (als Alternative zu Schallplatten) fast immer Dolby B verwendeten. Zudem klingen mit Dolby B erstellte Aufnahmen auch noch akzeptabel, wenn das Wiedergerät nicht über Dolby B verfügt.
Eine besondere Verwendung des Dolby-B-Verfahren erfolgte im UKW-Rundfunk. Dolby FM mit 25 µs Präemphase und angepasstem Kompander-Frequenzgang wurde ab 1971 von einer Reihe UKW-Rundfunkstationen in den USA eingesetzt. Dazu gab es Empfänger mit Dolby-B-Expandern sowie Kassettenrekorder, deren Dolby-B-Schaltung in einer „Pass-Through“-Betriebsart dafür extern nutzbar gemacht werden konnte. Schon 1974 wurde das System praktisch wieder aufgegeben.
Ein später zwischen 1979 und 1981 in Deutschland vom IRT erprobtes Telefunken High-Com-FM-Verfahren wurde nie kommerziell eingeführt.

### Dolby C

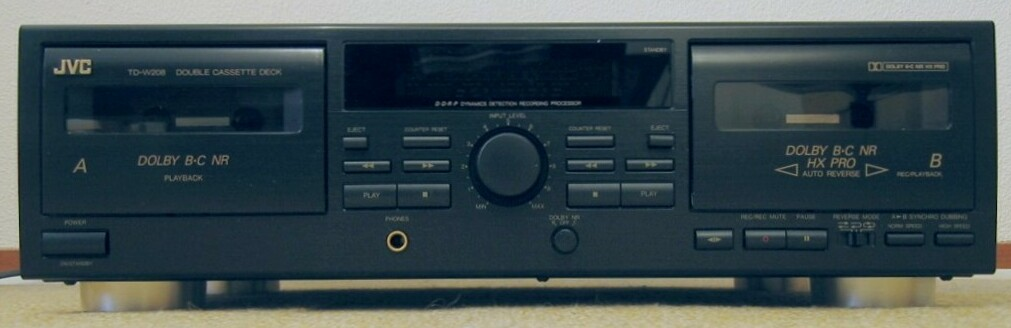
Doppelkassettendeck von JVC mit Dolby B, C und HX Pro

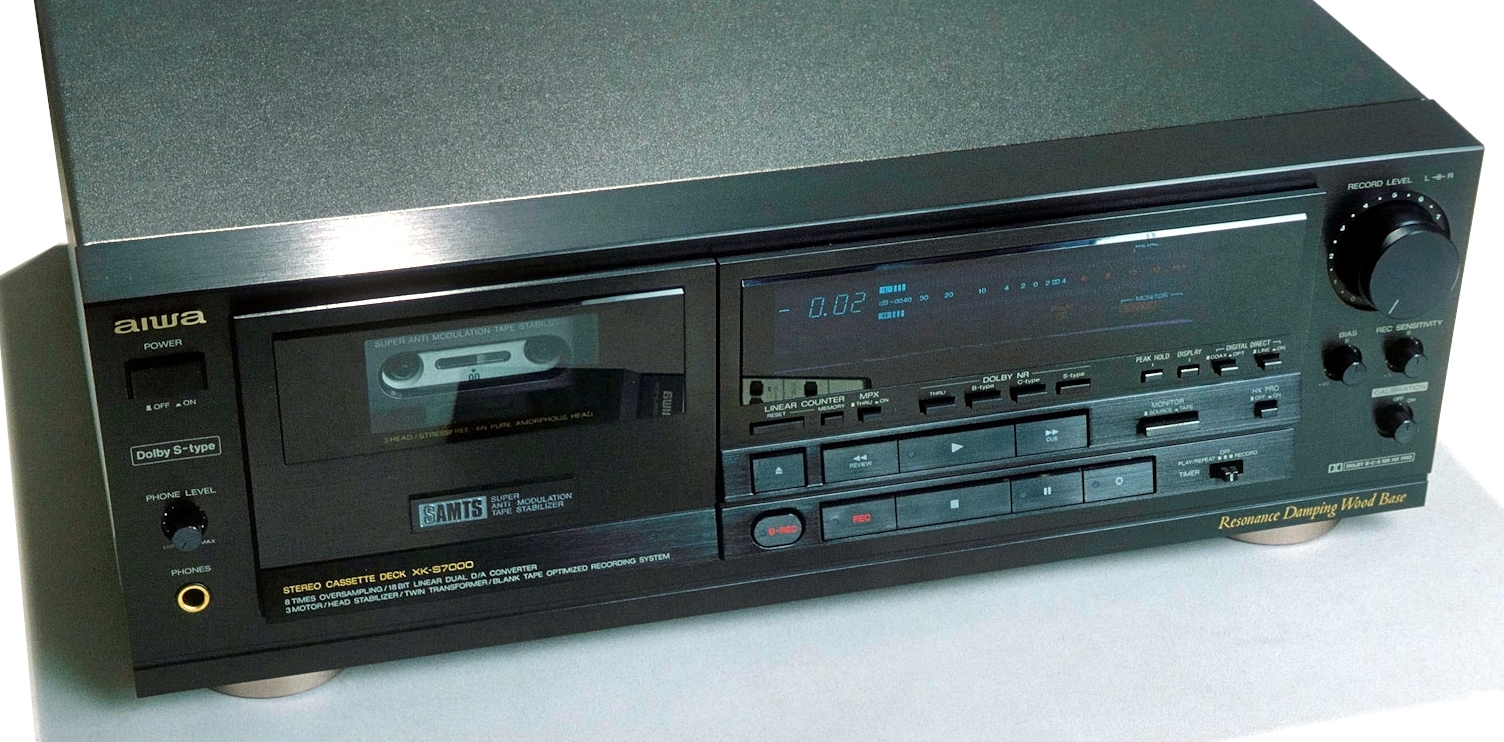
Das Oberklassegerät Aiwa XK-S 7000 von 1991 war neben Dolby B und C auch mit dem damals relativ neuen Dolby S ausgestattet

Dolby C ist eine 1980 der Öffentlichkeit vorgestellte Weiterentwicklung von Dolby B. Es arbeitet mit zwei kaskadierten Kompressoren sowie einer Antisättigungsschaltung. Der erste Kompressor entspricht genau dem Dolby-B-Kompressor. Der zweite arbeitet bei 20 dB geringeren Pegeln mit einem Einsatzpunkt, der reichlich zwei Oktaven tiefer liegt (5-dB-Punkt: 200 Hz statt 1 kHz). Das Antisättigungsnetzwerk verbessert die Höhenaussteuerbarkeit bei 10 kHz um etwa 4 dB und verhindert bei kurzzeitig auftretenden zu hohen Pegeln eine Übersättigung des Bandmaterials durch übermäßige Aussteuerung des Nutzsignals, indem es die Pegel leicht reduziert.

### Dolby S
Dolby S ist eine einfachere Version des professionellen Dolby SR, des Dolby-A-Nachfolgers. Es verfügt über drei Kompressorstufen und wirkt gegenüber Dolby B und C zusätzlich auch im Bassbereich. Außerdem sind die drei Frequenzbänder so aufgeteilt, dass mit Dolby S erstellte Aufnahmen auch auf Geräten mit Dolby B oder ganz ohne Dolby in akzeptabler Qualität wiedergegeben werden. Während mit Dolby C gefertigte Aufnahmen ohne diese Schaltung im Wiedergabegerät wenig anhörbar sind, klingen Dolby-S-Aufnahmen nur etwas weniger dynamisch – ähnlich einer mit einem Kompressor behandelten Aufnahme.
Die ersten Geräte mit Dolby S erschienen 1990 auf dem Markt. Zunächst wurde diese Rauschunterdrückung mit drei Chips realisiert, dann 1991 eine Einchipvariante. Damit ergab sich in Deutschland ein Aufpreis gegenüber Dolby C von etwa 300 DM. Die Tonqualität mit Dolby S wurde in einem Beitrag des SWR 2013 höher als bei digitalen Medien bezeichnet.

### Dolby-Pegel, Dolby-Kalibrierung

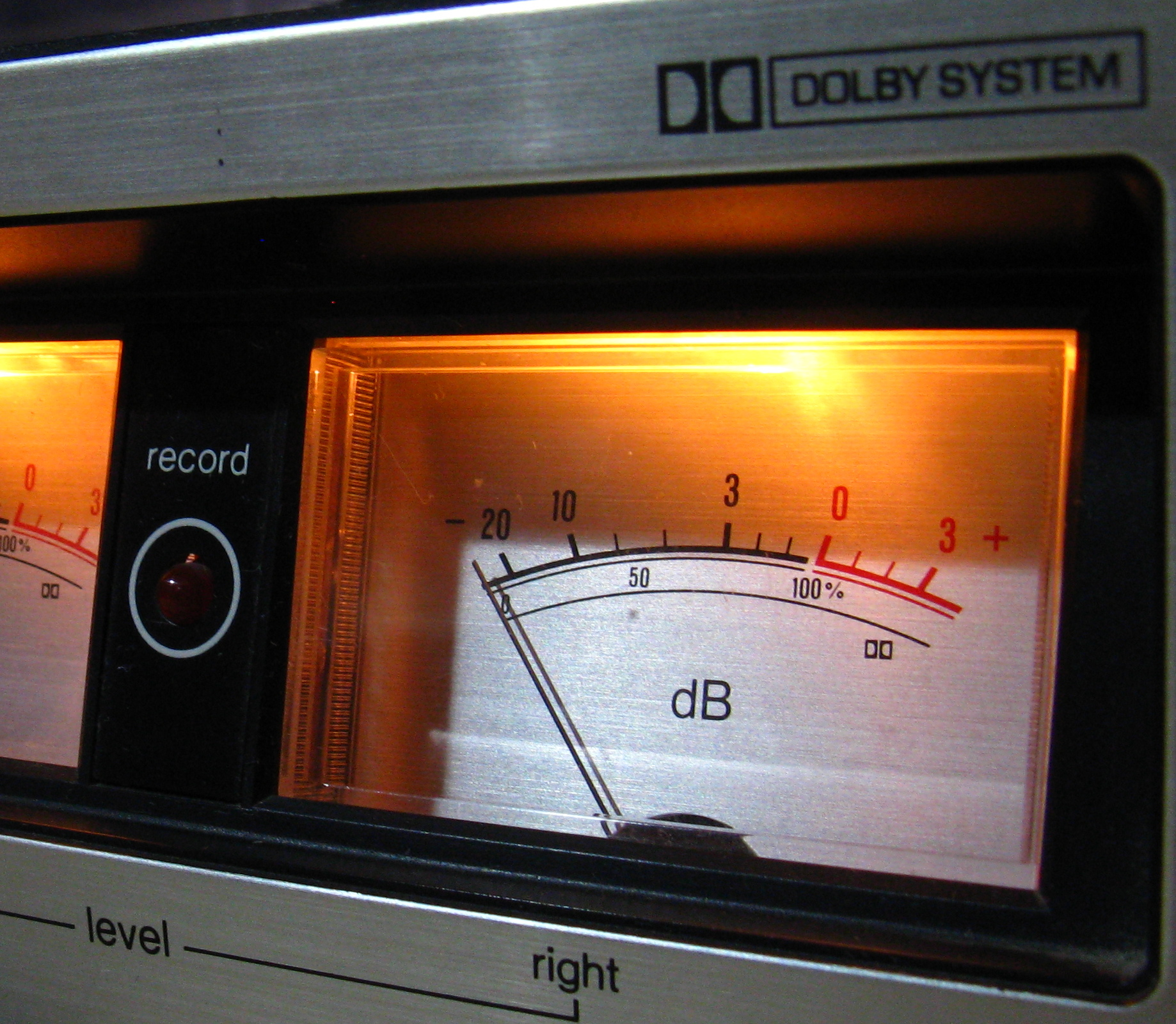
Technics-Kassettendeck von 1977 mit Dolby B. Auf dem vu-Meter ist bei etwa +3 dB das Dolby-Symbol aufgedruckt, das den Dolby-Pegel markiert.

Die einfache Idee der Komprimierung und Expandierung ist die Stärke der Dolby-Rauschverminderung und auch gleichzeitig ihre Schwäche: Voraussetzung für ein einwandfreies Funktionieren des Systems ist die exakt spiegelbildliche Arbeitsweise bei Aufnahme und Wiedergabe. Hierzu ist es nötig, dass alle Kompressoren und Expander einen Pegel gleich einstufen. Darüber hinaus ist eine genaue Kalibrierung auf das verwendete Bandmaterial notwendig. Weiterhin ist es wichtig, den Tonkopf exakt rechtwinklig auf den Bandlauf auszurichten (Azimut), auch die Vormagnetisierung (Frequenzgang) und besonders der Aufsprechpegel müssen genau eingestellt sein. Damit ist nicht nur die Grobeinstellung auf die verwendete Bandsorte Normal, Chromdioxid oder Metall gemeint, denn auch innerhalb dieser Klassen gibt es herstellerbedingt Unterschiede.
So kann ein mit 0 dB aufgenommener Pegel je nach Empfindlichkeit des verwendeten Tonbandmaterials bei der Wiedergabe schwächer oder stärker als 0 dB sein. Dadurch kommt es in der Signalverarbeitung des Dolby-Systems zu Ungenauigkeiten, die sich meist durch eine dumpfe, in selteneren Fällen auch zu helle Wiedergabe der Höhen und leichten Pumpgeräusche äußern können. Mit einem Dolby-System bespielte Kompaktkassetten können daher nur dann auf beliebigen Wiedergabegeräten die volle Klangqualität entwickeln, wenn alle beteiligten Geräte gleich kalibriert sind, damit die Wiedergabe-Expansion exakt spiegelbildlich zur Aufnahme-Kompression arbeitet. Hierzu hat Dolby einen Testton mit spezifizierter Bandmagnetisierung festgelegt.
Aufgrund dieser Problematik hat die Dolby-Licensing-Corporation bei der Einführung von Dolby S besonders strikte Lizenzbedingungen vorgegeben. Kassettengeräte, die Dolby S einsetzen wollen, müssen einen exakt ausgerichteten Tonkopf und eine von außen zugängliche Vormagnetisierungseinstellung haben.

### Dolby HX Pro
Dolby HX Pro (HX steht für „Headroom eXtension“) ist kein Rauschverminderungssystem wie Dolby A, B, C und S, sondern eine Einrichtung, die die Höhenaussteuerbarkeit erweitert. Mittelbar wird dadurch auch die Hörbarkeit des Rauschens verringert. Entwickelt und vorgestellt wurde es 1982 von Bang & Olufsen, ein Jahr später von Dolby als HX Pro vermarktet (Dolby hatte vorher bereits eine einfachere Schaltung entwickelt: Dolby HX).
Funktion: Ein normales Kassettendeck besitzt einen Wahlschalter für bis zu vier Bandsorten. Dieser Schalter stellt (unter anderem) die Vormagnetisierung in groben Stufen passend für diese Bandsorten ein. Nun wirken laute Töne im aufzunehmenden Musiksignal mit starkem Hochtonanteil ebenfalls wie eine Vormagnetisierung. Diese addiert sich zur ursprünglichen Vormagnetisierung. So wird das Band nicht optimal ausgenutzt (zu viel Vormagnetisierung verschlechtert die Aufnahmequalität im Hochtonbereich deutlich, andererseits erhöht zu wenig die Verzerrungen im unteren und mittleren Frequenzbereich). Ein HX-Schaltkreis misst nun ständig die Hochtonpegel im Signal des Aufnahmekopfes. Steigt der Anteil von hohen Frequenzen im Signal, wird die Vormagnetisierung angepasst (Dolby HX). Bei Dolby HX Pro wird die gesamte wirksame Vormagnetisierung laufend auf einen Sollwert geregelt, was zu deutlich zuverlässigeren Ergebnissen führt als beim einfachen HX.
Die dynamische Vormagnetisierung verbessert die Hochtonaussteuerbarkeit enorm. Im gesamten Frequenzspektrum sind Verbesserungen möglich. Besonders wichtig ist HX oder HX PRO bei geringen Bandgeschwindigkeiten (kleinen Wellenlängen) wie Kompaktkassetten. So erhöht HX Pro die Dynamikbandbreite von Kassetten und ermöglicht damit klarere Aufnahmen. Im Abspielgerät ist keine Zusatzschaltung notwendig, der Vorteil wirkt bei jeder Wiedergabe.

### Play Trim
Zusammen mit NAD entwickelte Dolby die Play-Trim-Regelung, mit deren Hilfe ein fehlerhafter Hochtonfrequenzgang Dolby-codierter Kassettenbänder vor (wichtig!) der Dynamikexpansion näherungsweise korrigiert werden kann, so dass auch solche Bänder passabel klingen. Ein fehlerhafter Hochtonfrequenzgang kann durch falsche Vormagnetisierung oder Frequenzgangentzerrung, Übersteuerung bzw. Nichtverwendung von HX Pro, Bandalterung oder Azimutfehler zwischen Aufnahme und Wiedergabe und/oder schlechte Kompaktkassette entstehen.

### Dolby SR

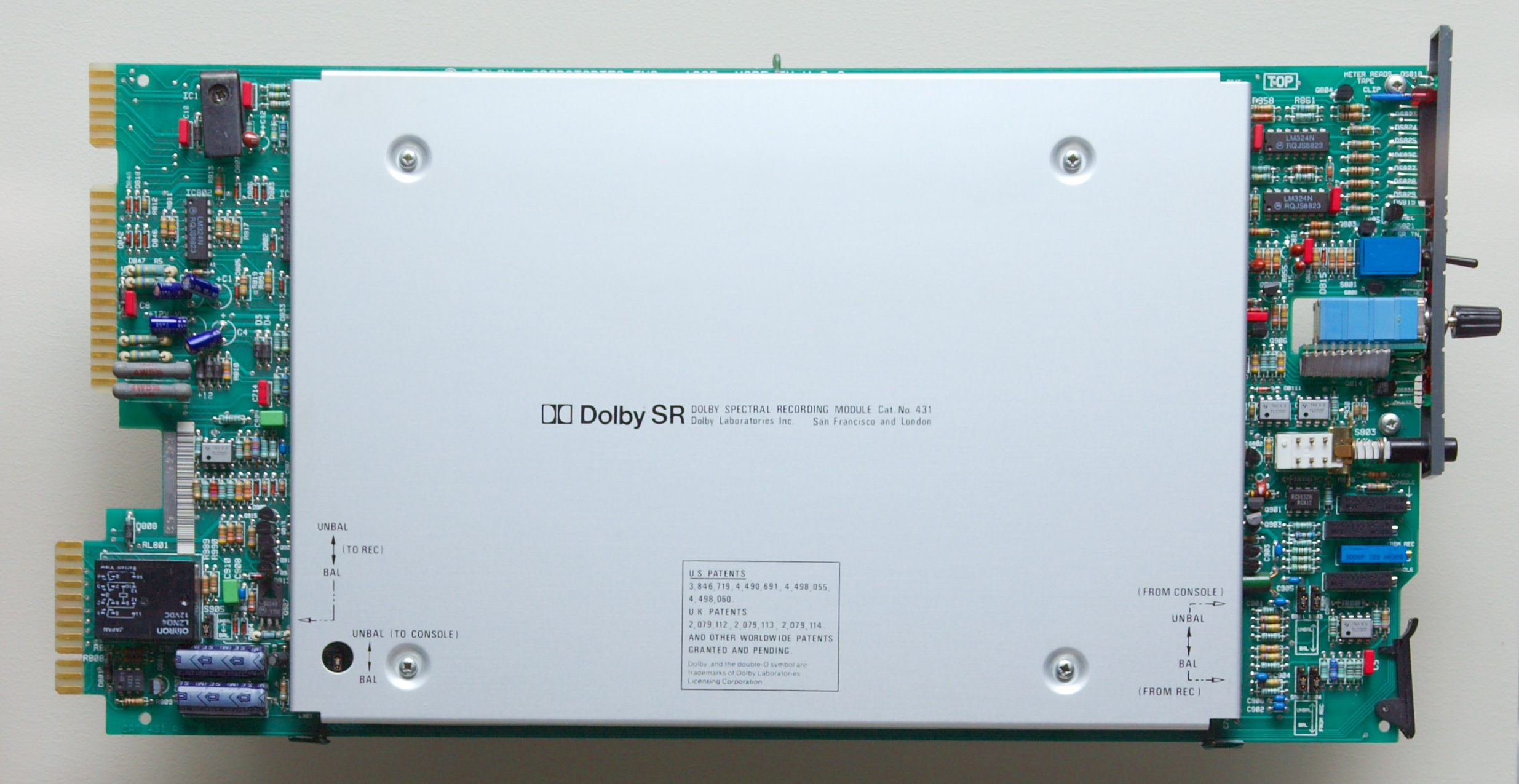
Dolby-SR-Steckkarte für Mehrkanalton von 1986

Dolby SR ist ein seit 1987 gebräuchliches Rauschunterdrückungsverfahren für die Tonaufzeichnung für analogen Lichtton auf 35-mm-Film und auf analogen Tonbändern. SR steht für spectral recording und heißt so, weil es eine an das Gehör angepasste spektrale Kompressorfunktion besitzt.
Das Verfahren ist das am höchsten entwickelte Audio-Rauschverminderungsverfahren und markiert vermutlich auch den Abschluss der Entwicklung dieser Verfahren, da für digitale Systeme keine Rauschverminderung mehr benötigt wird. Der mit dieser Technik erzielbare Dynamikbereich entspricht rechnerisch in etwa dem einer 16-bit-Digitalaufnahme, in der Praxis sind aufgrund der Eigenschaften analoger Aufnahmetechnik sogar noch bessere Werte möglich.

## Analoge Mehrkanal-Tonformate
- Dolby Stereo 6-Track: 6-Kanal-Magnetton bei 70-mm-Kinofilmen (wird nicht mehr hergestellt)
- Dolby Stereo A: Professionelles Kinotonsystem mit vier matrizierten Kanälen und Dolby-A-Rauschverminderung
- Dolby Stereo SR: Matrizierung wie Dolby Stereo A, aber mit verbesserter Dolby-SR-Rauschverminderung
- Dolby Surround: Heimanwender-Pendant zu Dolby Stereo
- Dolby Pro Logic: Wie Dolby Surround, aber verbesserte En- und Dekodiertechniken (Erweiterungen: Pro Logic II, Pro Logic IIx und Pro Logic IIz)

## Digitale Mehrkanal-Tonformate

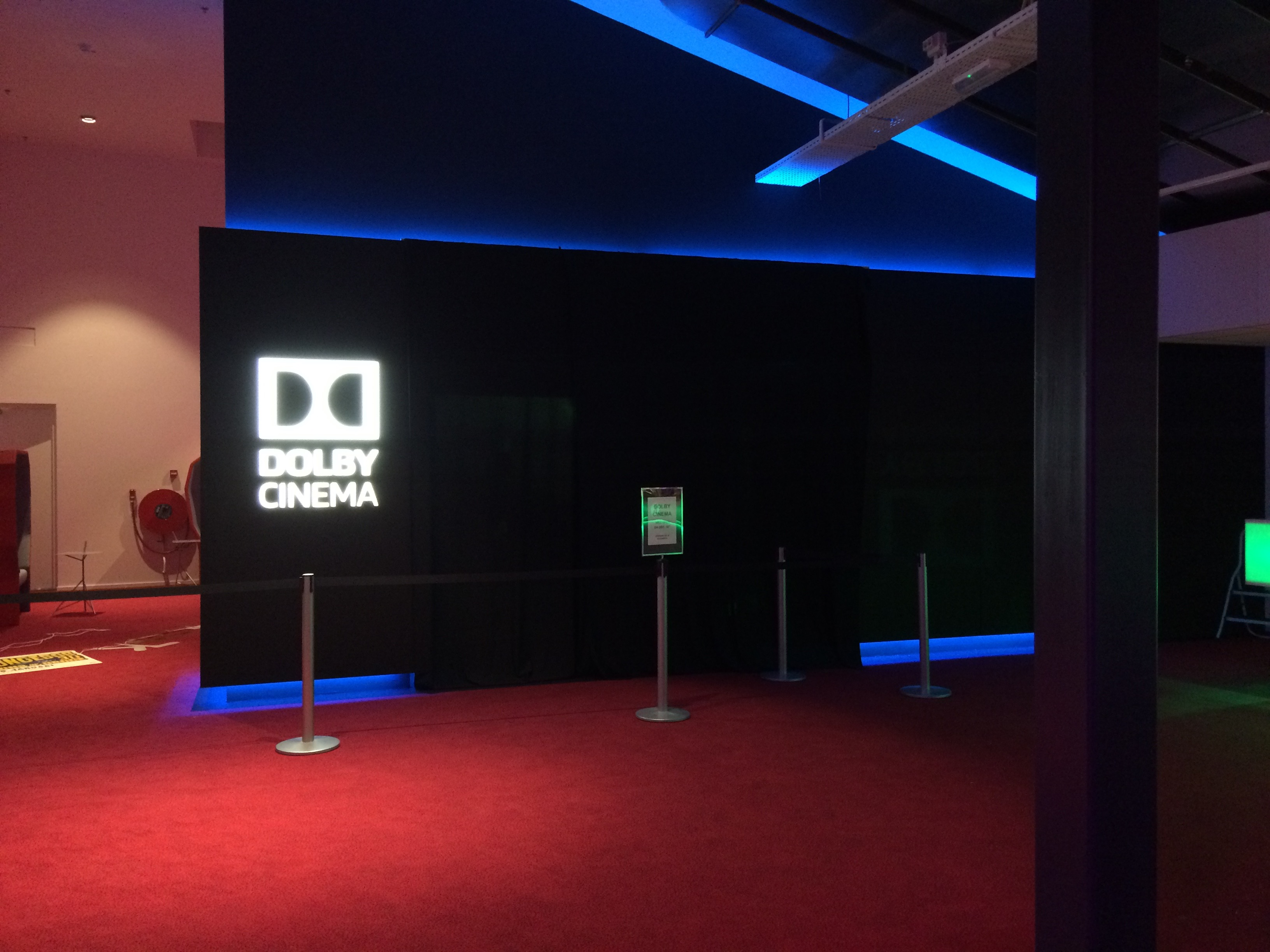
Ein mit Dolby Cinema ausgestattetes Kino. Zu dem System gehören das bei der Filmprojektion eingesetzte Dolby Vision und das für den Raumklang-Ton verwendete Dolby Atmos.

Beginnend mit Dolby Digital Anfang der 1990er Jahre entwickelte das Unternehmen eine Reihe von immer leistungsfähigeren digitalen Raumklang- bzw. Mehrkanal-Tonsystemen für Kinos und den Heimkino-Bereich, mit denen es wirtschaftlich erfolgreich ist und mehrere Standards bzw. de-facto-Standards in der digitalen Audiotechnik gesetzt hat.

### Dolby Virtual Speaker
Dolby Virtual Speaker ist ein System zur Emulation von Rundumklang bei Verwendung von nur zwei Stereo-Lautsprechern.

### Dolby Digital

Logo von Dolby Digital (2020)

Dolby Digital wurde zunächst als Tonformat für Kinofilme eingesetzt und 1995 als Mehrkanal-Standardton für die damals neu entwickelte DVD gewählt. Es ist ein digitales 6-Kanal-System (5.1) und gemäß dem eingesetzten Audio-Kodierungsverfahren auch bekannt als AC-3. Dolby Digital EX ist eine Erweiterung mit ein oder zwei weiteren Kanälen.

### Dolby Digital Plus

Logo von Dolby Digital Plus

Dolby Digital Plus ist eine Weiterentwicklung von Dolby Digital und wurde 2005 vorgestellt. Es wurde im Hinblick auf den Einsatz beim hochauflösenden Fernsehen HDTV und der damals neuen Blu-ray Disc entwickelt, und um digitalen Mehrkanalton für damals neue Medien wie Streaming-, On-Demand und Download-Dienste zu ermöglichen. Es ist abwärtskompatibel zu Dolby Digital, so dass auch solche Geräte den bis zu achtkanaligen (7.1) Ton des Systems dekodieren können. Dolby Digital Plus ist auf den meisten Blu-ray Discs als eine der Tonspuren vorhanden, unter denen der Nutzer auswählen kann.

### Dolby E

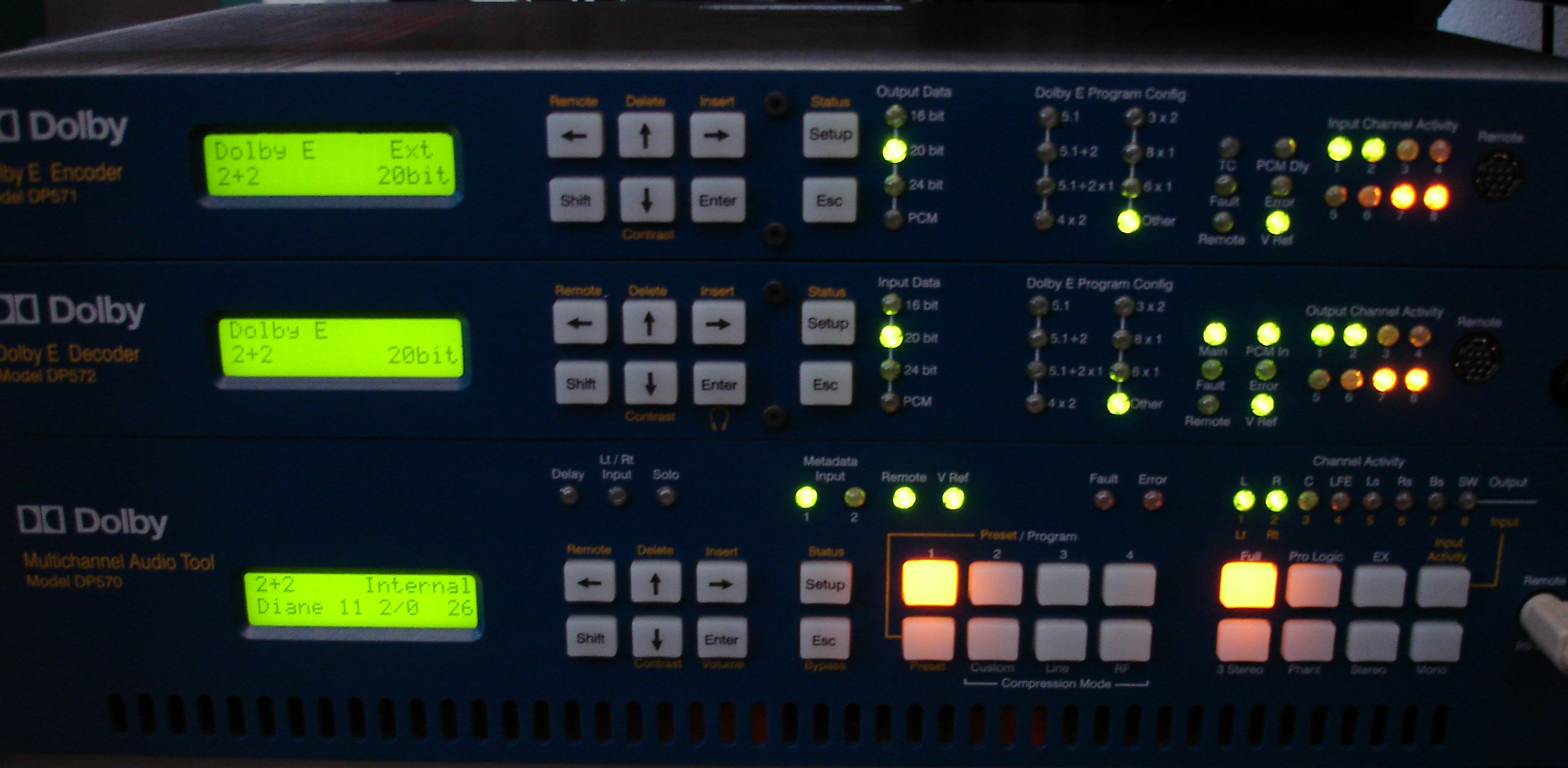
Dolby E Encoder und Decoder in Form von 19"-Geräten, wie sie in der Abwicklung bei Fernsehanstalten eingesetzt werden

Dolby E ist ein digitales Audioformat für den professionellen Einsatz, das Rundfunkanstalten, insbesondere Fernsehanstalten und Nachbearbeitungsstudios verwenden. Es dient zur Übertragung und Speicherung von Tonmaterial mit bis zu acht diskreten Audiokanälen in standardisierten Datenströmen nach AES-3id.

### Dolby TrueHD

Dolby TrueHD-Logo

Dolby TrueHD ist ein verlustfrei arbeitender Multikanal-Audiocodec für die Blu-ray Disc und AV-Receiver. Es wurde von Dolby eigens für den Einsatz auf Blu-ray Discs als optionales, verlustfreies Raumklang-Format zu dem verlustbehaftet arbeitenden Dolby Digital Plus entwickelt. Im Gegensatz zu Dolby Digital Plus hat ein Dolby-TrueHD-Datenstrom somit bei höherer Qualität eine deutlich höhere Datenrate und braucht mehr Speicherplatz auf dem Medium. Dolby TrueHD basiert auf Meridian Lossless Packing als mathematische Grundlage der verlustfreien Komprimierung der Audiodaten.
Dolby TrueHD steht in direkter Konkurrenz zu dem Audiocodec DTS-HD Master Audio von DTS, der jedoch weiter verbreitet ist.

### Dolby Atmos

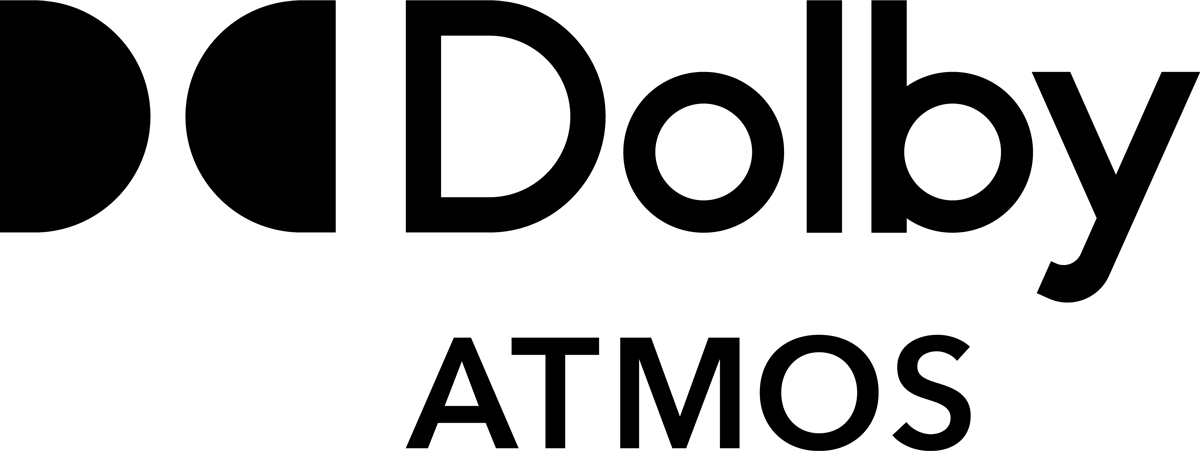
Neues Logo von Dolby Atmos ab 2019

Dolby Atmos ist ein proprietäres Surround-Format für den Heim- und Kinobereich, das 2012 vorgestellt wurde. Das Format erweitert das Konzept bisheriger, rein kanalbasierter Raumklangsysteme – darunter fallen alle weiter oben genannten – um zusätzliche vektorbasierte Metadaten, aus welchen die Koordinaten bewegter Objekte für die jeweilige Lautsprecheraufstellung bei der Wiedergabe vom AV-Receiver individuell berechnet werden. Ein wesentlicher Bestandteil des Systems ist eine Erweiterung – oder ein teilweiser Ersatz – des bestehenden Heimkino-Lautsprechersystems, wobei entweder bis zu vier Lautsprecher an der Decke des Hörraums positioniert werden, oder mindestens die Front-Lautsprecher durch „Dolby Atmos Enabled Speakers“ ersetzt bzw. dazu modifiziert werden. Beim Einsatz von vier Deckenlautsprechern wird dabei ein bisheriges 5.1-System zu einem 5.1.4-System, ein 7.1-System wird zu 7.1.4. Die Dolby-Atmos-Technologie erlaubt theoretisch eine unbegrenzte Anzahl von Tonspuren und ist abwärtskompatibel zu älteren Mehrkanal-Tonsystemen wie 5.1 oder 7.1.

## Video
- Dolby Contrast: Ein Videoformat für verbesserten Kontrast bei LCD-Geräten[13]
- Dolby 3D: Ein 3D-Projektionsverfahren
- Dolby Vision: Eine Imaging-Technologie, die lebensechte Helligkeit sowie ebensolche Farben und Kontraste liefert.[14]

Am 24. Februar 2014 wurde Doremi Labs, ein Hersteller von Videoschnitt-Software, aufgekauft.